# Jean-Marie Luton
Jean-Marie Luton (* 4. August 1942 in Chamalières; † 16. April 2020) war ein französischer Ingenieur, Wissenschaftler und Raumfahrtfunktionär. Er war in den Jahren 1990 bis 1997 Generaldirektor der Europäischen Weltraumorganisation (ESA).

## Leben
Luton diplomierte 1961 an der École polytechnique und war anschließend am Centre national de la recherche scientifique (CNRS) tätig.
1974 wechselte Jean-Marie Luton zum Centre national d’études spatiales (CNES).
1978 wurde er dort Programmdirektor, kurze Zeit später Verwaltungs- und Finanzvorstand.
Seit 1987 war er für Arianespace tätig.
1989 wurde er Generaldirektor des CNES, ein Jahr darauf der ESA. Im Jahr 1997 wurde Jean-Marie Luton Vorstandsvorsitzender der Arianespace, 2002 deren Aufsichtsratsvorsitzender, 2007 ging er in den Ruhestand.

## Auszeichnungen
- Offizier der Ehrenlegion
- Commandeur des Ordre national du Mérite

Jean-Marie Luton ist Mitglied der International Academy of Astronautics und der Association Aéronautique et Astronautique de France.